# Alanno
Alanno là một đô thị thuộc tỉnh Pescara trong vùng Abruzzo của Ý. Đô thị này có diện tích 32 km², dân số 3742 người. Các đô thị giáp ranh gồm: Cugnoli, Manoppello, Nocciano, Pietranico, Rosciano, Scafa, Torre de' Passeri, Turrivalignani.